# 如果還有明天 (美國電視劇)
《如果還有明天》（英語：The Big C）是Showtime頻道播出的一部美國電視劇，于2010年8月16日首播。第二季于2011年6月27日播出。2011年9月2日這部電視劇宣佈續訂第三季，在2012年4月8日開始播出。第四季于2013年4月29日開始播出，大结局于2013年5月20日播出。台灣OTT由MyVideo上架。

## 基本剧情
一位居住在城郊的老师被诊断患有黑色素瘤。在有限的时间里，她要完成自己的心愿，照顾任性的丈夫，关爱成长中的孩子，安抚自己的弟弟却不愿放弃任何一丝的生命精彩。疾病使她从一人独扛到全家齐心支持，病情怎能敌过亲情，爱情和友情。

## 外部連結
- 官方网站
- 互联网电影数据库（IMDb）上《The Big C》的资料（英文）